# Лозки (Вараський район)
Ло́зки — село в Рафалівській селищній громаді Вараського району Рівненської області України. Населення становить 838 осіб.

## Географія
Селом протікає річка Рів.

## Історія
У 1906 році село Володимирецької волості Луцького повіту Волинської губернії. Відстань від повітового міста 94 верст, від волості 13. Дворів 73, мешканців 494.

## Населення
За переписом населення 2001 року в селі мешкало 828 осіб.

### Мова
Розподіл населення за рідною мовою за даними перепису 2001 року:
| Мова       | Відсоток |
| ---------- | -------- |
| українська | 99,40 %  |
| російська  | 0,48 %   |

## Історія бібліотеки
Перша читальня на селі була організована у 1947 році. В хатині де проживала Бабич Катерина Оксентіївна зі своїми дітьми: син Володимир 11 років і дочка Марія 7 років. Катерина працювала першим бібліотекарем у своєму домі.
У 1949 році було збудовано новий клуб з бібліотекою. В селі працювали такі бібліотекарі: Головач Клавдія Митрофанівна, Данилюк Ольга, Полуйко Надія Федорівна, Мотько Любов Ничипорівна.
З 1982 року бібліотекарем працює Вознюк Лідія Федорівна.
В 1979 було проведено централізацію бібліотечної системи.
Нині в бібліотеці — 732 читачів, понад 20390 тисяч різногалузевої літератури.
У 2002 році розпочалася реорганізація бібліотечної мережі, у ході якої сільські і шкільні об‘єдналися в єдину систему публічно-шкільних бібліотек з підпорядкуванням районному відділу культури.
В 2010 році бібліотека була оснащена комп'ютером з підключенням до мережі — Інтернет. Створено вебсторінку публічно-шкільної бібліотеки.